# Мирјана Кристовић
Мирјана Кристовић (рођена 1951) је српска професорка, социолошкиња и истраживачица у области медија, комуникација и образовања. Била је дугогодишња професорка на Филозофском факултету Универзитета у Нишу, где је предавала предмете из области социологије масовне комуникације, медијске писмености и интеркултурне комуникације. Њен рад се истиче доприносом развоју теорије и праксе медијског образовања у контексту високог образовања у Србији.

## Образовање и академска каријера
Мирјана је дипломирала и докторирала социологију, са специјализацијом у области комуникологије и образовања. До 2016. године била је запослена на Департману за социологију Филозофског факултета у Нишу, где је предавала следеће предмете:
- Социологија масовне комуникације
- Медији и друштво
- Интеркултурна комуникација
- Медијска писменост и образовање

Као и менторка, учествовала је у развоју наставних планова и подстицала увођење медијског образовања као неопходне компоненте у савременом универзитетском образовању.

## Научни рад и публикације
Професорка Кристовић је ауторка и коауторка више научних радова и књига у области медија, комуникација и образовања. Њена истраживања обухватају:
- Глобализацију и реформу универзитетске наставе
- Комерцијализацију медија, нарочито филма
- Улогу медијске писмености у развоју критичког мишљења код студената
- Дијалог култура и идентитетске промене на Балкану

### Неки од значајнијих радова:
- (2011) Последице глобализације и реформа универзитетске наставе у Србији: Значај примене медијског образовања на факултетима[2]
- (2010) Социологија масовног комуницирања (монографија)[3]
- (1992) Идеолошке димензије савремене забаве : магистарски рад

## Допринос и значај
Професорка Мирјана је међу пионирима у развоју медијског образовања у академском контексту у Србији. Њени радови наглашавају потребу да студенти постану не само пасивни примаоци информација, већ активни и критички учесници у друштвеним и комуникацијским процесима. Њен академски и истраживачки допринос оставио је трајан траг у области социологије медија и образовања у Србији.